# Исмаил Самани
Абу́ Ибрахи́м Исмаи́л ибн А́хмад Самани́ (перс. ابو ابراهیم اسماعیل بن احمد سامانی‎‎; июнь 849, Новый Маргелан — 24 ноября 907, Бухара), также известный как Исмаи́л Самани́ (перс. اسماعیل سامانی‎‎) — эмир из династии Саманидов, основатель государства в Средней Азии. Его правление ознаменовалось появлением Саманидов как могущественной силы. Он был сыном Ахмада ибн Асада и потомком Саман-худата, который отказался от зороастризма и принял ислам. Исмаил Самани изменил систему государственного управления, стремился к укреплению центральной власти и защите её границ.

## Происхождение
Саманиды были уроженцами Балха, что наводит на мысль о том, что они были бактрийского происхождения. Сама семья утверждала, что является потомками Парфянской семьи Мехранов, одного из Семи Великих домов Ирана в доисламскую эпоху Сасанидов. Однако, возможно, это была простая попытка усилить их родословную. Несмотря на это, королевская семья Саманидов говорила и выступала за персидский язык, а также использовала многие доисламские бюрократические титулы, вероятно, часть их цели — распространить веру в то, что их правление было продолжением государства Сасанидов.

## Ранние годы
Исмаил родился в Фергане в 849 году — он был сыном Ахмада ибн Асада, и у него был брат по имени Наср I, который взошел на престол Саманидов в 864/5 году. Во время правления Насра Исмаил был послан, чтобы взять под контроль Бухару, которая была опустошена грабежами со стороны войск из Хорезма. Жители города приветствовали Исмаила, видя в нём человека, который может принести стабильность.
Вскоре после разногласия по поводу того, где должны быть распределены налоговые деньги, привели к ссоре между Насром и Исмаилом. Завязалась борьба, в которой Исмаил одержал победу. Хотя он взял под свой эффективный контроль государство, он формально не сверг своего брата. Он сделал это потому, что Наср был тем, кому халиф официально передал власть в Мавераннахре; в глазах халифа Наср был единственным законным правителем региона. Кроме того, у Саффаридов Систана были претензии на Мавераннахр; свержение Насра дало бы Саффаридам предлог для вторжения. Поэтому Исмаил продолжал официально признавать Насра правителем вплоть до смерти последнего в августе 892 года, после чего он официально пришёл к власти.

## Правление

### Консолидация власти в Мавераннахре и Хорасане
Исмаил был активен на севере и востоке, неуклонно распространяя влияние Саманидов, а также укрепляя свой контроль над другими районами, включая Керман, Систан и Кабул. Исмаил добился успеха в налаживании экономического и коммерческого развития и организовал мощную армию. Говорили, что он превратил свою столицу Бухару в один из самых славных городов ислама, поскольку Исмаил привлекал в регион ученых, художников и докторов юридических наук. Первый перевод Корана на персидский язык был завершен во времена правления Саманидов. Суннитское богословие сильно развивалось во время правления Исмаила, так как были построены многочисленные мечети и медресе.
Лишь после смерти своего брата Исмаил стал эмиром Мавераннахра и в 892 году был утвержден в этой стране халифом. После ликвидации междоусобиц и мятежей и установления своего единовластия ему пришлось заниматься обеспечением безопасности государства от набегов тюркских кочевников. В 893 году он предпринял поход до Тараза, завоевал город и Таласскую долину, в которой располагались богатые серебряные рудники. Возраставшая роль Саманидов в Мавераннахре и Саффаридов в Хорасане сильно беспокоила халифов Багдада. В 898 году халиф издал рескрипт о низложении Исмаила и назначении наместником Мавераннахра Саффарида Амр ибн Лейса. Несмотря на это, после победы в битве при Балхе Исмаила Самани (900) халиф выразил победителю своё удовлетворение. Успехи Исмаила на войне против кочевников были не менее значительными, чем его победа над Амром. Кочевники на долгое время отказались от набегов на земледельческие оазисы Мавераннахра.
Наследие Саффаридов в Хорасане оспаривал у Саманидов Мухаммад ибн Зейд, правитель Табаристана. Полководцу Исмаила Мухаммаду ибн Харуну удалось не только изгнать врагов из Хорасана, но и даже завоевать Табаристан. Однако после этого он восстал против своего государя, принял белый цвет — цвет восставших против законного правительства — и захватил Рей. Исмаилу пришлось самому выступить против мятежного полководца. После победы над ним Рей и Казвин были присоединены к государству Саманидов, тем самым, были установлены границы последнего на западе.
Во время своего правления он подчинил многочисленные региональные государства на востоке, непосредственно включив некоторые в свои границы и сохранив местных правителей других в качестве вассалов. Хорезм на севере был разделен; южная часть оставалась автономной под властью своих правителей-Афригидов, в то время как северная часть управлялась чиновником-Саманидом. Другой поход в 903 году ещё больше укрепила границы Саманидов. Эти походы защищали сердце его государства от тюркских набегов и позволяли мусульманским миссионерам расширять свою деятельность в регионе.
В 904 году на востоке было отражено, с помощью добровольцев из других мусульманских стран, вторжение многочисленного тюркского народа.
Когда Исмаил разгромил кочевников, он освободил население Бухары и её окрестности от этой повинности. «Пока я жив, — я стена Бухары», — говорил он.
Наршахи пишет, что Исмаил действительно сам участвовал в сражениях, не давая врагу возможности овладеть Бухарской областью.

## Завоевание северного Ирана
Исмаил решил воспользоваться даром халифа, послав армию в Табаристан, который тогда контролировался Алавидами под руководством Мухаммада ибн Зейда. Мухаммад и его армия встретились с армией Саманидов под командованием Мухаммада ибн Харуна аль-Сарахси при Горгане, и в последовавшей битве Саманиды одержали победу, а тяжело раненный Мухаммад был взят в плен. Он умер на следующий день, 3 октября 900 года (или в августе, согласно Абу-ль-Фараджу). Его труп был обезглавлен, а голова отправлена Исмаилу при дворе Саманидов в Бухаре.
Поскольку сын Мухаммада и назначенный наследник Зайд также был схвачен и отправлен в Бухару, лидеры Алевидов согласились назначить своим правителем малолетнего сына Зайда аль-Махди, но в их рядах вспыхнули разногласия: один из них вместо этого объявил себя сторонником Аббасидов, и его войска атаковали и вырезали сторонников Алевидов. Вместо этого провинцию захватили Саманиды. Завоевание Саманидов привело к восстановлению суннизма в провинции.
Однако генерал Исмаила Мухаммад ибн Харун вскоре поднял восстание, вынудив Исмаила отправить армию под командованием своего сына Ахмада ибн Исмаила и двоюродного брата Абу-ль Аббаса Абдаллы в северную Персию в 901 году, включая Табаристан, что вынудило Мухаммеда бежать в Дейлем. Саманидской армии также удалось завоевать несколько других городов, включая Рей и Казвин, хотя последующие правители уступили эту территорию дейлемитам и курдам. Затем Исмаил назначил своего двоюродного брата Абу-ль Аббаса Абдуллу губернатором Табаристана.
Хотя Исмаил продолжал посылать халифу подарки, как это было принято, он не платил ни дани, ни налогов. Во всех отношениях он был независимым правителем, хотя никогда не носил титула выше, чем эмир.

## Реформы
Однажды Исмаил Самани обнаружил, что весы, используемые в городе Рей для взвешивания драгоценных металлов и уплаты налогов, были слишком тяжёлыми. Он приказал исправить их и вычесть сумму превышения, которая уже была собрана из городских налогов. Были найдены каменные гири с именем Исмаила на них, поэтому мы можем предположить, что эмир систематизировал меры и веса в своих владениях, хотя в источниках об этом не упоминается. Исмаил провёл в своём государстве и другие реформы, и даже в Казвине, в своём самом западном фактории, он конфисковал имущество некоторых землевладельцев с одобрения простого народа.

## Оборона
Исмаил ибн Ахмад сформировал хорошо вооруженное войско из числа хорошо обученных дворцовых солдат. За многолетнюю службу солдаты получали звание «хаджиб»

Начальники хаджибов имели звания «хаджиб аль-худжаб» или «хаджиб-и бузург». Эти звания считались высшими во дворце Саманидов.
Амид аль-мульк — визирь по государственным делам и посольским связям
Визирь — управляющий диваном
Мустауфи — казначей
Сахиб аш-шурат — военный визирь
Улема — ученый-теолог
Хаджиб — военное звание

Ханака — помещение при мечети для временного пребывания

## Смерть
После продолжительной болезни Исмаил скончался 24 ноября 907 года, и ему наследовал его сын Ахмад ибн Исмаил. Исмаил раздавал огромное количество добычи и богатств другим и ничего не оставлял себе.

## Личность
Согласно бухарскому историку, писавшему в 943 году, Исмаил:
Был действительно достоин на пост падишаха. Он был умным, справедливым, сострадательным человеком, обладающим разумом и предвидением… он вёл дела со справедливостью и хорошей этикой. Кто бы ни тиранил людей, он будет наказан… В государственных делах он всегда был беспристрастен.

Известный учёный Низам аль-Мульк в своей знаменитой работе «Сиясат-наме» утверждал, что Исмаил:
Был чрезвычайно справедлив, и у него было много хороших качеств. У него была чистая вера в Бога, и он был щедр к бедным — и это только одна из его выдающихся добродетелей.

## Память
Исмаил ибн Ахмад придавал большое значение исламу, он оставил миру и мусульманам ценное историческое наследие.
В городе Бухаре в Узбекистане сохранилась усыпальница династии Саманидов, выдающийся памятник архитектуры. Бухара при Исмаиле Самани была столицей государства Саманидов.
Интересно, что в «Таварих-и гузида-йи нусрат-наме» отмечается, что женою предка правителя второй половины XV — начала XVI века Мухаммед Шейбани — Минг-Тимура была дочь Джанди-бека, который был потомком Исмаил Самани.
Имя Исмаила Самани с 1998 года носит высочайший пик бывшего СССР (ранее — Пик Коммунизма), а также посёлок городского типа и один из четырёх районов Душанбе.
Национальная валюта Таджикистана имеет название сомони, в обращении находится денежная купюра с изображением эмира. Именем Исмаила Сомони названы административные районы, городские посёлки, площади, скверы и улицы городов и посёлков. Несколько памятников правителю украшают города Душанбе, Пенджикент, Худжанд, Гафуров, Курган-Тюбе, Хорог, Турсунзаде.
Учреждён орден Исмоили Сомони — государственная награда Таджикистана.
Также, в 1999 году в Таджикистане состоялось празднование 1100-летия государства Саманидов, в Душанбе на площади Дусти был возведён архитектурный ансамбль Исмаилу Самани высотой 13 метров.

## Галерея
- Монумент Исмаилу Самани в Душанбе
- Монумент Исмаилу Самани в Истаравшане
- Монумент Исмаилу Самани в Пенджикенте
- Монумент Исмаилу Самани в Исфаре
- Монумент Исмаилу Самани в Гафуровском районе
- Монумент Исмаилу Самани в Канибадаме